# Gonodonta mexicana
Gonodonta mexicana är en fjärilsart som beskrevs av William Schaus 1901. Gonodonta mexicana ingår i släktet Gonodonta och familjen nattflyn. Inga underarter finns listade i Catalogue of Life.